# In a Valley of Violence
Pour plus de détails, voir Fiche technique et Distribution.
In a Valley of Violence (ou La Vallée de la Violence au Québec) est un film américain écrit et réalisé par Ti West et sorti en 2016.

## Synopsis
1890, en plein Ouest sauvage. Paul, déserteur de l'armée américaine en route vers le Mexique, arrive accompagné de sa chienne Abbie dans la petite ville de Denton, Texas. Il ne sait pas encore que cette ancienne ville minière, contrôlée par une bande de hors-la-loi, est surnommée "La Vallée de la Violence".

## Fiche technique
- Titre original : In a Valley of Violence
- Titre français : La Vallée de la Violence
- Réalisation : Ti West
- Scénario : Ti West
- Décors : Adam Willis
- Direction artistique : RA Arancio-Parrain
- Costumes : Malgosia Turzanska
- Photographie : Eric Robbins
- Montage : Ti West
- Musique : Jeff Grace
- Production : Ti West, Jason Blum, Jacob Jaffke, Peter Phok
- Société de production : Blumhouse Productions
- Sociétés de distribution :  Focus World, Universal Pictures
- Pays d’origine :  États-Unis
- Lieux de tournage : Santa Fe (Nouveau-Mexique), Cerro Pelon Ranch
- Langue originale : anglais
- Format : Couleur
- Genre : western
- Durée : 104 minutes
- Dates de sortie :
  - États-Unis : 21 octobre 2016 (sortie limitée en salles et en vidéo à la demande)
  - France : 8 août 2017 (sorti directement en vidéo)

## Distribution
- Ethan Hawke (VF : Jean-Pierre Michaël) : Paul
- John Travolta (VF : Thierry Hancisse) : Marshal Clyde Martin
- Taissa Farmiga (VF : Delphine Rivière) : Mary-Anne
- James Ransone (VF : Taric Mehani) : Gilly Martin
- Karen Gillan (VF : Charlotte Campana) : Ellen
- Toby Huss (VF : Gabriel Le Doze) : Harris
- Tommy Nohilly (VF : Gilles Morvan) : Tubby
- Larry Fessenden (VF : Vincent Ropion) : Roy
- Michael Davis : Dollar Bill
- Burn Gorman (VF : Loïc Houdré) : Le prêtre

## Accueil critique
Dans l'ensemble des critiques, le film déçoit par son scénario peu original et simpliste. Mais l'interprétation de Ethan Hawke est saluée, tout comme l'ambiance du film, la musique et les décors.
- "In a Valley of Violence se regarde sans déplaisir mais le réalisateur semble se complaire dans ce ton semi-décalé qui parasitait déjà certains de ses précédents films et l'empêche de prétendre à signer des films d'une plus grande envergure. Et pourtant ! On a quand même droit à vingt minutes de perfection, qui expliquent la présence de ce film dans tous les tops de fin d'année (...) on regrette que les personnages, par ailleurs bien croqués et bien campés par des acteurs qui ont foi dans le projet, n'aient pas droit à une histoire à leur hauteur. C'est vrai d'Ethan Hawke lui-même mais aussi de John Travolta, qui a fière allure, assume enfin son âge (63 ans), tient bien son rôle de shérif dégoûté par son propre fils"[2].
- "Voici le parfait exemple du film qui méritait meilleur traitement sur le fond comme la forme. Ti West effleure l’envie de s’éclater et préfère rester sur du western traditionnel. L’expérience dans le cinéma d’horreur est un réel atout pour le réalisateur, mais il n’en fait jamais allusion. (...) Sa mise en scène reste (trop) classique, sans réelle identité, sans risque. Pourtant l’affiche, le générique et le pédigrée de West inspiraient à quelque chose de plus original"[3].